# Damião de Vasconcelos
Damião Augusto de Brito Vasconcelos, mais conhecido como Damião de Vasconcelos (Póvoa de Varzim, 1880 — Lisboa, 28 de Novembro de 1953), foi um jornalista, escritor e investigador português.

## Biografia
Nasceu na Póvoa de Varzim, em 1880. Veio para Tavira ainda muito novo, onde ocupou vários cargos de função pública. Em 1930 fixou-se em Lisboa.
Foi um destacado investigador da história do concelho de Tavira, tanto na imprensa como em livros publicados. Colaborou no Povo Algarvio e outros periódicos de Tavira, principalmente sobre a história da cidade, e nos finais da sua vida também escreveu sobre filosofia. Em 1937 lançou o livro Notícias Históricas de Tavira - 1242-1840, e em 1938 Ecos do Passado de Tavira, com suplementos editados em folhetim no jornal Povo Algarvio.
Faleceu em 28 de Novembro de 1953, aos 73 anos de idade, na sua residência na Rua de São Vicente, em Lisboa, tendo o corpo sido depositado no Cemitério de Benfica. Estava casado com Emília Adelaide Faria de Vasconcelos.